# Opowieści Alfa
Opowieści Alfa (ang. ALF Tales, 1988−1989) – amerykański serial animowany stworzony przez Paula Fusco. Wyprodukowany przez DIC Entertainment, Alien Productions, Lorimar-Telepictures i Saban Entertainment. Jest to spin-off serialu animowanego Alf.
Emitowany był przez stację NBC od 10 września 1988 roku do 9 grudnia 1989 roku w sobotnich porankach. W Polsce serial nadawany był dawniej na kanale TVP2.

## Obsada
- Paul Fusco – ALF (Gordon Shumway)
- Tabitha St. Germain (jako Paulina Gillis[1]) –
  - Augie,
  - Rhonda
- Peggy Mahon – Flo
- Thick Wilson –
  - Larson Petty,
  - Bob
- Dan Hennessey – Sloop
- Rob Cowan – Skip
- Ellen-Ray Hennessy – kelnerka Stella
- Noam Zylberman – Curtis (1988)
- Michael Fantini – Curtis (1989)

## Spis odcinków
| N/o            | Polski tytuł                            | Angielski tytuł                  |
| -------------- | --------------------------------------- | -------------------------------- |
|                |                                         |                                  |
| SERIA PIERWSZA |                                         |                                  |
|                |                                         |                                  |
| 01             | Robin Hood                              | Robin Hood                       |
|                |                                         |                                  |
| 02             | Śpiąca Królewna                         | Sleeping Beauty                  |
|                |                                         |                                  |
| 03             | Kopciuszek                              | Cinderella                       |
|                |                                         |                                  |
| 04             | Legenda o Sennej Kotlinie               | Legend of Sleepy Hollow          |
|                |                                         |                                  |
| 05             | Jack i magiczna fasola                  | Jack and the Beanstalk           |
|                |                                         |                                  |
| 06             | Bracia Aladyna                          | The Aladdin Brothers             |
|                |                                         |                                  |
| 07             | Roszpunka                               | Rapunzel                         |
|                |                                         |                                  |
| 08             | Rumpelstilskin                          | Rumplestilskin                   |
|                |                                         |                                  |
| 09             | Księżniczka na ziarnku grochu           | The Princess and the Pea         |
|                |                                         |                                  |
| 10             | Jan Henry                               | John Henry                       |
|                |                                         |                                  |
| 11             | Trzy małe świnki                        | The Three Little Piggs           |
|                |                                         |                                  |
| 12             | Alicja w Krainie Czarów                 | Alice in Wonderland              |
|                |                                         |                                  |
| 13             | Piotruś Pan                             | Peter Pan                        |
|                |                                         |                                  |
| SERIA DRUGA    |                                         |                                  |
|                |                                         |                                  |
| 14             | Jaś i Małgosia                          | Hansel and Gretel                |
|                |                                         |                                  |
| 15             | Czarodziej z Oz                         | The Wizard of Oz                 |
|                |                                         |                                  |
| 16             | Elfy i szewc                            | The Elves and the Shoemaker      |
|                |                                         |                                  |
| 17             | Nowe szaty cesarza                      | The Emperor's New Clothes        |
|                |                                         |                                  |
| 18             | Złotowłosa i trzy misie                 | Goldie Locks and the Three Bears |
|                |                                         |                                  |
| 19             | Czerwony Kapturek                       | Little Red Riding Hood           |
|                |                                         |                                  |
| 20             | Królewna Śnieżka i siedmiu krasnoludków | Snow White and the Seven Dwarfs  |
|                |                                         |                                  |
| 21             | Król Midas                              | King Midas                       |
|                |                                         |                                  |